# Peugeot 4008
De Peugeot 4008 is een compacte SUV van het Franse automerk Peugeot. De wagen werd in 2012 voorgesteld tijdens het Autosalon van Genève, samen met de Peugeot 208. 
De 4008 is de Peugeot-variant op de Mitsubishi ASX, dit nadat eerder ook Citroën de C4 Aircross op de markt bracht. 